# Serruria florida
Serruria florida är en tvåhjärtbladig växtart som först beskrevs av Carl Peter Thunberg, och fick sitt nu gällande namn av Richard Anthony Salisbury och Joseph Knight. Serruria florida ingår i släktet Serruria och familjen Proteaceae. Inga underarter finns listade i Catalogue of Life.